# 의성 금성면 고분군
의성 금성면 고분군(義城 金城面 古墳群)은 대한민국 경상북도 의성군 금성면 대리리, 학미리, 탑리리에 걸쳐 조성된 324기의 대규모 고분군이다.
1998년 4월 13일 경상북도의 기념물 제128호로 지정되었다가, 2020년 4월 1일 대한민국의 사적 제555호로 승격되었다.

## 개요
｢의성 금성면 고분군｣은 의성군 금성면 대리리, 학미리, 탑리리에 걸쳐 조성된 324기의 대규모 고분군이다. 5~6세기 삼국 시대 의성지역을 포함한 경북 북부지역의 역사·문화와 신라의 발전과정을 이해하는데 있어 매우 중요한 유적으로 평가되어 왔다.
1960년 의성 탑리리 고분군이 발굴된 이래로 17차례의 매장문화재 조사와 9번의 학술조사를 통해 이곳에서는 신라의 묘제인 돌무지덧널무덤(적석목곽묘)을 독자적으로 수용한 점, 경주와의 관계를 보여줄 수 있는 관(머리장식)과 귀걸이(이식, 耳飾), 허리띠장식(과대금구, 銙帶金句), 고리자루칼(환두대도, 環頭大刀)과 같은 착장형 위세품*이 다양한 형태로 나왔다.
- 위세품(威勢品): 왕이 지방세력의 수장에게 힘을 과시하고 세력권에 편입하면서 지방에 있는 수장의 위신을 세워주기 위해 하사하는 귀한 물품

출토 유물의 수량과 우수한 품질의 위세품들을 근거로 고분의 형성 시점을 추정해보면 삼국 시대 중에서도 중앙집권국가가 형성되기 전, 초기 국가를 이루고 있던 국읍(國邑, 중심 읍락) 시기로 보이며, 무덤 주인들은 이 국읍의 지배계층인 것으로 추정된다.
또한, 고분군에서는 의성지역의 독특한 토기형식인 ‘의성양식 토기’가 출토되었는데, 이를 근거로 의성양식 토기들이 당시 꾸준히 생산되어 지속적으로 유통되었던 사실도 확인되었다.
또한, 고분군이 신라의 수도인 경주지역과 경북 북부지역을 연결하는 교통 중심지에 자리한 것으로 보아 의성이 전략적으로도 대단히 중요한 지역임을 짐작된다.
전체적으로 고분군의 위치와 출토유물들로 미루어 볼 때, 이번에 사적으로 지정된 의성 지역은 신라의 발달과정에서 단순한 북방의 거점지역이 아닌 정치, 경제, 문화, 군사면에서 매우 중요한 위치를 차지하고 있다.

## 사적 지정사유
5~6세기경에 조성된 대규모의 고총고분으로 의성지역만의 독특한 문화를 향유하고 있어 이 지역의 독자적 문화를 밝힐 수 있는 매우 중요한 유적임과 동시에, 묘제와 출토유물 양상을 볼 때 신라의 지방지배 방식의 변화를 잘 보여주고 있어 역사적·학술적 가치가 높은 유적이다.

## 현지 안내문
이 고분군은 대리리·탑리리·학미리 일원에 소재하며, 전 조문국 경덕왕릉을 비롯한 약 200여 기가 분포하고 있다.
삼한시대의 부족국가인 조문국에 대해서는 삼국사기에 의하면 조문국은 삼한시대의 소국으로 성립되었으며, 신라 벌휴왕 2년(185)에 신라의 영향권으로 편입되었다는 기록이 있으나 조문국의 역사와 문화를 설명하기에는 크게 부족한 실정이다.
1960년부터 국립중앙박물관의 경희대·경북대박물관에서 발굴조사를 실시하였는데, 그 결과 앞트기식 내지 굴식돌방무덤과 변형 돌무지덧널무덤이 확인되었다. 출토유물로는 신라토기 가운데 지역색을 강하게 나타내는 '의성양식토기'가 주류를 이루고 있으며, 금동관, 금동관장식품, 금동제귀걸이 등의 화려한 장신구와 함께 철제 무기류, 마구류 등이 있다. 현재 이 유물들은 국립대구박물관과 경북대학교박물관에서 소장하고 있다.
의성군 금성면 일대는 오랫동안 조문국의 도읍지로 알려져 왔으며, 이 곳에 소재하고 있는 고분들을 통해 의성지역 지방세력과 사회구조 및 의성지역과 신라와의 관계를 파악할 수 있을 것으로 기대된다.

## 세부 내역

### 1호 고분 (경덕왕릉)
삼한시대의 부족국가이던 조문국이 이 곳에 도읍하여 신라 벌휴왕 2년(185년)에 신라 문화권에 병합되기 전까지 인근 고을의 넓은 지역을 다스렸던 조문국의 경덕왕릉은 그 형식이 전통적인 고분으로 봉 아래에 화강석 비석과 상석이 있다. 먼 옛날 외밭이었던 묘역을 발견하고 수호하게 된 데에는 의성현령의 꿈에 의하여 발견하게 되었다는 전설이 전해지고 있음을 조선 숙종 때 편간된 허미수의 문집에서 찾아볼 수 있다. 현재 해마다 봄철이 되면 한 번씩 관민 일동이 여기서 춘계향사를 지내고 있다.
분구의 둘레가 74m, 높이가 8m이며, 능의 전면에는 가로 42cm, 세로 22cm, 높이 1.6m의 비석이 있다.

### 2호 고분
규모는 동-서 30.8m, 남-북 29m, 높이 8m이다. 봉토의 경사도는 25~30이고, 평면형태는 타원형이다. 추가장 유형은 유사적석목곽묘 또는 적석목곽묘로 추정되며, 봉토의 정상부를 중심으로 이루어져 있다.

## 갤러리

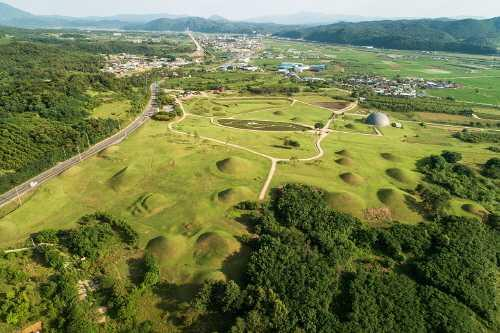
고분군 전경
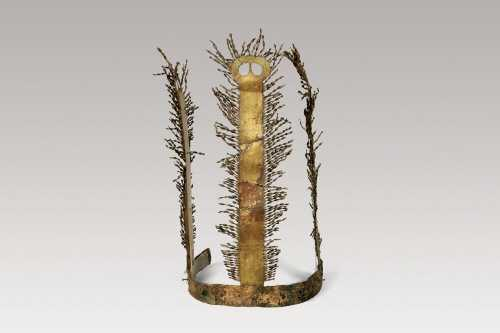
금동관
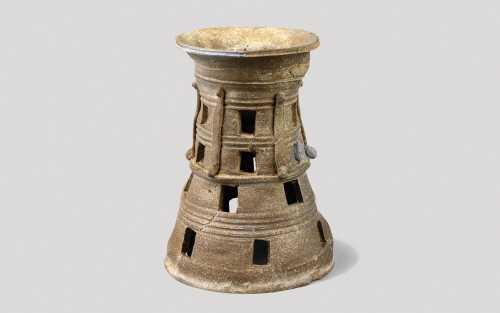
그릇받침
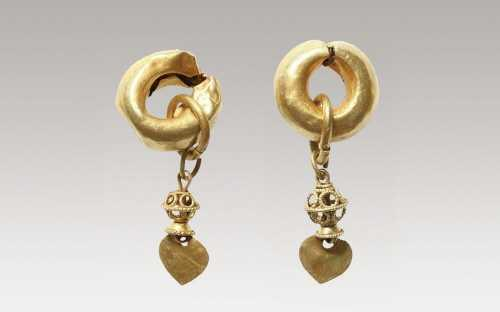
금귀걸이
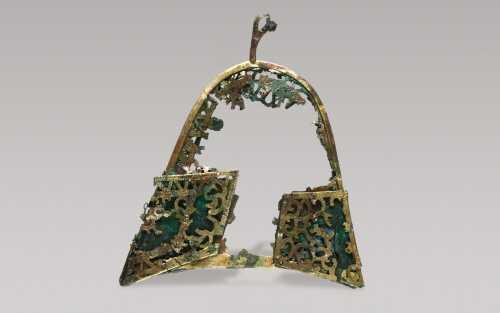
금동관모

## 참고 자료
- 의성 금성면 고분군 - 국가유산청 국가유산포털